# Ottending
Ottending ist ein Gemeindeteil der Gemeinde Mengkofen im niederbayerischen Landkreis Dingolfing-Landau im Freistaat Bayern in der Bundesrepublik Deutschland. Es gehört zur Gemarkung Mühlhausen, die bis zum 30. April 1978 eine eigenständige Gemeinde war.

## Geographie
Das Kirchdorf Ottending liegt an der Kreuzung der Staatsstraße 2141 und der Kreisstraße DGF 43 (Ottendinger Straße). Im Dorf entspringt der Ottendinger Graben, über welchen unter anderem der Gießüblgraben in die Aiterach mündet. Die Ortsmitte liegt auf einer Höhe von 431 Metern.
Zur Volkszählung vom 25. Mai 1987 wurde im Kirchdorf Ottending eine Bevölkerung von 54 in 14 Wohngebäuden mit 16 Wohnungen nachgewiesen. Aktuellere Zahlen aus der Bevölkerungsfortschreibung liefert die amtliche Statistik erst ab Gemeindeebene.

## Geschichte
Nach der statistischen Aufstellung von Joseph von Hazzi über das Herzogthum Baiern von 1808 gehörte das Dorf Ottending mit 13 Häusern und ebenso vielen Herdstellen zur Obmannschaft Rimbach im Amt Lengthall. Bei der Gemeindebildung 1818 wurde es jedoch der Gemeinde Mühlhausen zugeschlagen. Diese wurde vorübergehend aufgelöst, dabei kam Ottending zur Gemeinde Rimbach. Bei ihrer endgültigen Auflösung am 1. Juli 1972 kam die Gemeinde Mühlhausen zuerst vom aufgelösten Landkreis Mallersdorf zum neu gebildeten Landkreis Dingolfing-Landau und wurde mit Abschluss der Gebietsreform in Bayern am 1. Mai 1978 nach Mengkofen eingemeindet.

## Kirche
In der Ortsmitte steht eine kleine romanische Kirche aus der zweiten Hälfte des 13. Jahrhunderts, die dem Hl. Wolfgang geweiht ist. Sie hat einen zweigeschossigen Südturm mit Pyramidendach. Die Seitenaltäre entstanden um 1750 und sind den Hll. Wolfgang und Josef geweiht. Das Altarbild des Hochaltars aus dem Jahr 1788 zeigt Maria als Zuflucht der Sünder. Bei Renovierungsarbeiten an der Kirche wurden alte, gotische Spitzbogenfenster und ein Eingang im Südosten entdeckt. Über dem Eingang zur Sakristei wurden alte Wandmalereien freigelegt. Das Besondere an der Kirche ist, dass man die Glocken immer noch mit Seilzug betreiben muss.
In kirchlicher Hinsicht gehört Ottending zur Pfarrei St. Margaretha (Hofdorf) und stellt in geographischer Hinsicht deren südlichsten Teil dar. Bis 2001 gehörte die Nebenkirche St. Wolfgang zur Expositur Dreifaltigkeitsberg der Pfarrei Hofdorf. Die Expositur Dreifaltigkeitsberg wurde 2001 in die Pfarrei Ottering (Gemeinde Moosthenning) eingegliedert, jedoch ohne Ottending, das bei der Pfarrei Hofdorf verblieb.

## Bildergalerie
Denkmalgeschützte Bauernhäuser in Ottending:

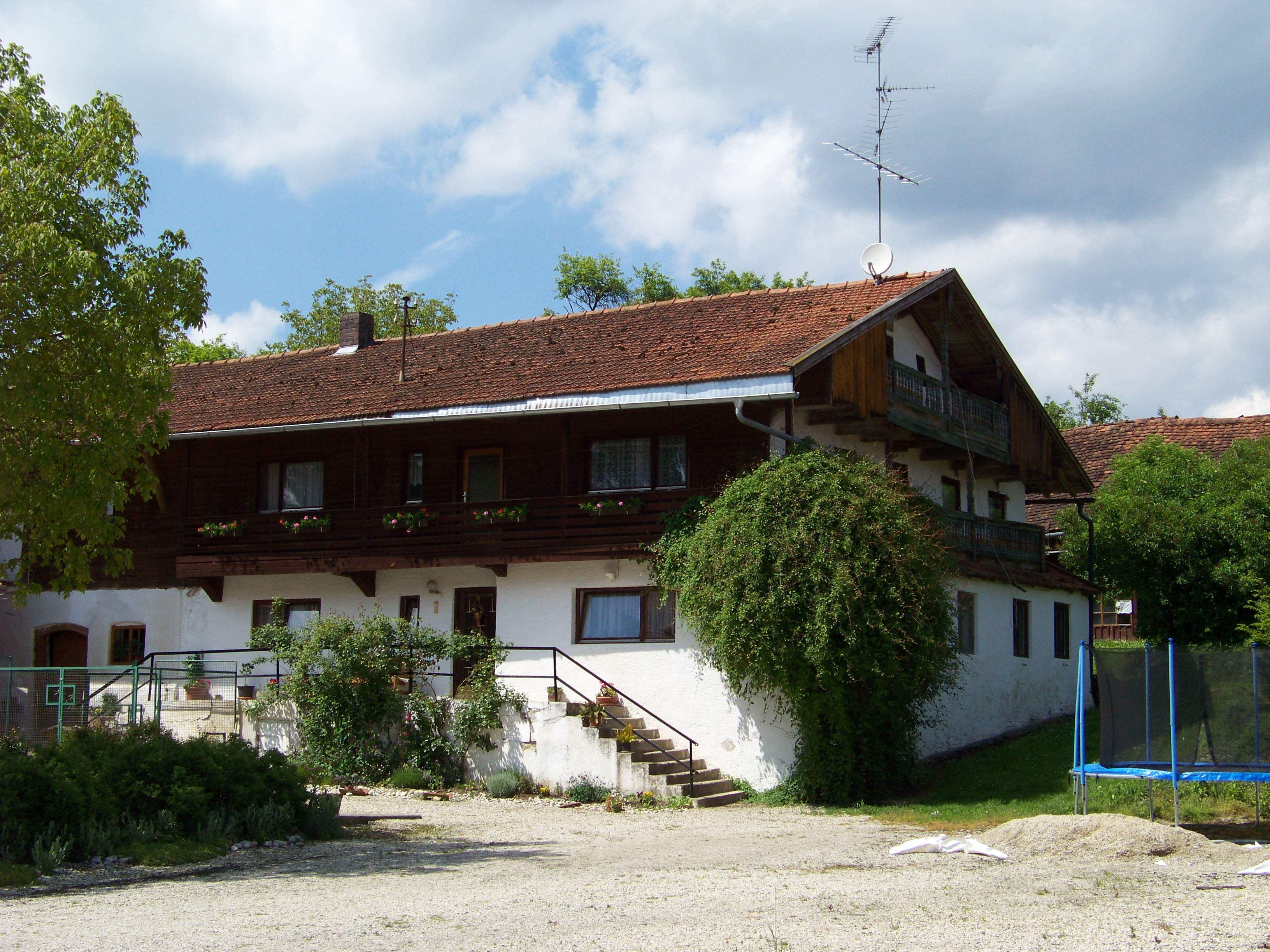
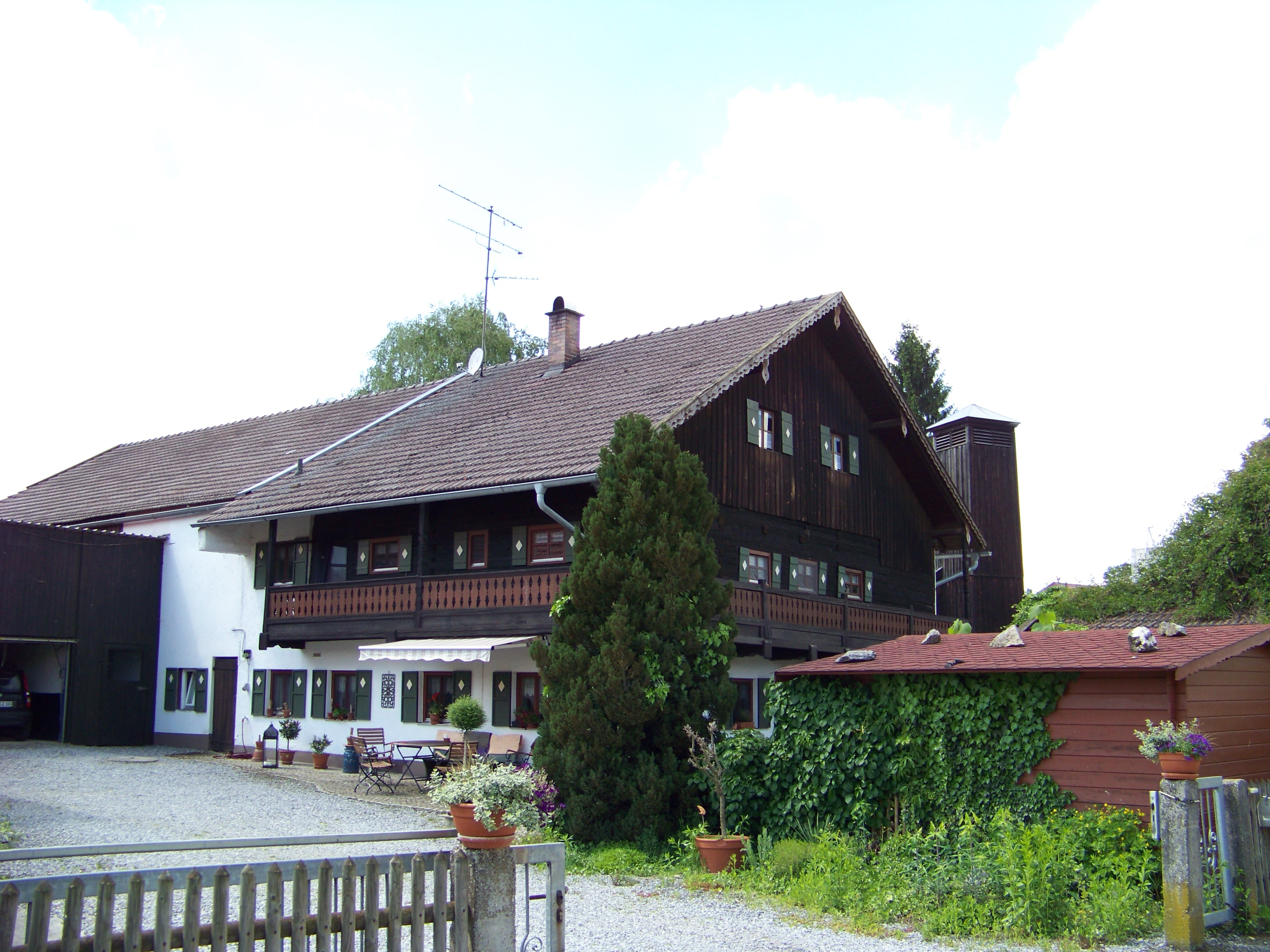